# 레아 세두
레아 세두(프랑스어: Léa Seydoux, 1985년 7월 1일 ~ )라는 이름으로 알려진 레아 엘렌 세두포르니에 드 클로존(프랑스어: Léa Hélène Seydoux-Fornier de Clausonne)은 프랑스의 배우이다. 《미스트리스》 (2007), 《전쟁론》 (2008) 등 프랑스 영화에 출연하며 배우 활동을 시작하였다. 《아름다운 연인들》 (2008)로 처음 세자르상 후보에 오르며 주목을 받았고, 이 영화로 칸 영화제에서 떠오르는 젊은 배우들에게 주어지는 트로피 쇼파드를 수상하였다.
그 후 《바스터즈: 거친 녀석들》 (2009), 《로빈 후드》 (2010), 《미드나잇 인 파리》 (2011), 《미션 임파서블: 고스트 프로토콜》 (2011) 등의 할리우드 영화 출연하였다. 프랑스 영화에서는 《디어 프루던스》 (2010)로 2008년 이후 두 번째로 세자르상 가장 촉망되는 여성 배우상 후보에 올랐으며, 《페어웰, 마이 퀸》 (2012)으로 세자르상 여우주연상 후보에 올랐다.
2013년에는 비평가들의 극찬을 받은 영화 《가장 따뜻한 색, 블루》에서 자신의 배역으로 칸 영화제 황금종려상을 수상하며 널리 주목을 받게된다. 또 같은 해 《그랜드 센트럴》로 뤼미에르상 여우주연상을 수상하였으며, 2014년에는 《미녀와 야수》, 《그랜드 부다페스트 호텔》, 《생로랑》로 영국 아카데미 영화상 라이징스타상 후보에 올랐다. 2015년 개봉한 24번째 제임스 본드 영화 《007 스펙터》에서는 마들렌 스완 역을 맡았다.

## 어린 시절

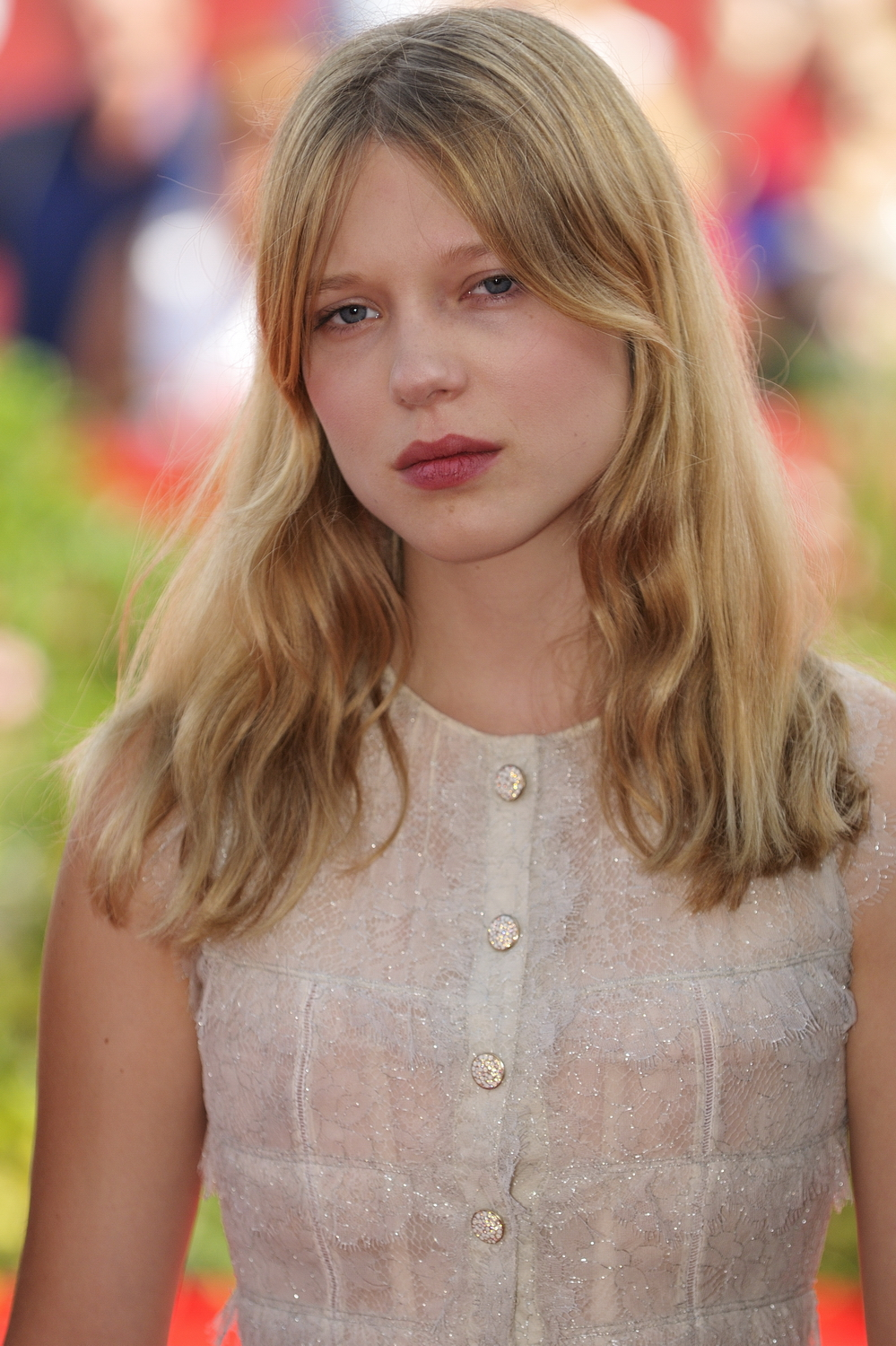
2009년 베네치아 국제 영화제에 참석한 세두

세두는 사업가 앙리 세두와 자선가 발레리 슐럼버거 사이의 딸로 1985년에 태어났다. 파리 16구의 파시에서 태어나, 6구의 생제르맹데프레에서 자랐다. 세두는 5명의 동생이 있으며 언니 카미유는 세두의 스타일리스트로 일하고 있다.
프랑스 고몽(Gaumont) 영화사 최고경영자 니콜라스 세두의 증손녀이자, 프랑스의 미디어 기업 파테(Pathé)의 회장인 제롬 세두의 손녀이다.

## 경력

### 2008년-2012년
《미션 임파서블》 촬영이 끝나고, 세두는 2011년 프랑스 영화 《마이 와이프스 노블》와 《타임 더즌 스탠드 스틸》에 출연하였다. 2012년에는 비평가들에게 극찬을 받은 《페어웰, 마이 퀸》과 《시스터》에 출연하였다. 다음해에는 압둘라티프 케시시의 《가장 따뜻한 색, 블루》와 레베카 즐로토브스키의 《그랜드 센트럴》에 출연하였는데 두 영화 모두 제66회 칸 영화제에 초청되었다.

### 2013년-현재
2013년, 브누아 자코의 《페어웰, 마이 퀸》에 시도니 라보르드 역으로 출연하여 제38회 세자르상 여우주연상에 후보로 올랐다. 같은 해 《가장 따뜻한 색, 블루》가 칸 영화제 황금종려상을 수상하였는데 이례적으로 감독인 압둘라티프 케시시 뿐만 아니라 영화의 두 배우 세두와 아델 에그자르코풀로스도 상을 수상하였다.
2014년 《가장 따뜻한 색, 블루》와 《그랜드 센트럴》로 제19회 뤼미에르상 여우주연상을 수상하였다. 또 같은 해 영국 아카데미 영화상 라이징스타상과 세자르상 여우주연상 후보에 올랐다.
크리스토프 갱스의 로맨틱 판타지 영화 《미녀와 야수》에 뱅상 카셀과 함께 출연하였고 웨스 앤더슨의 영화 《그랜드 부다페스트 호텔》에 메이드로 카메오 출연하였다. 그리고 베르트랑 보넬로의 《생로랑》에서는 뮤즈 루루 드 라 팔래즈 역을 맡았다.

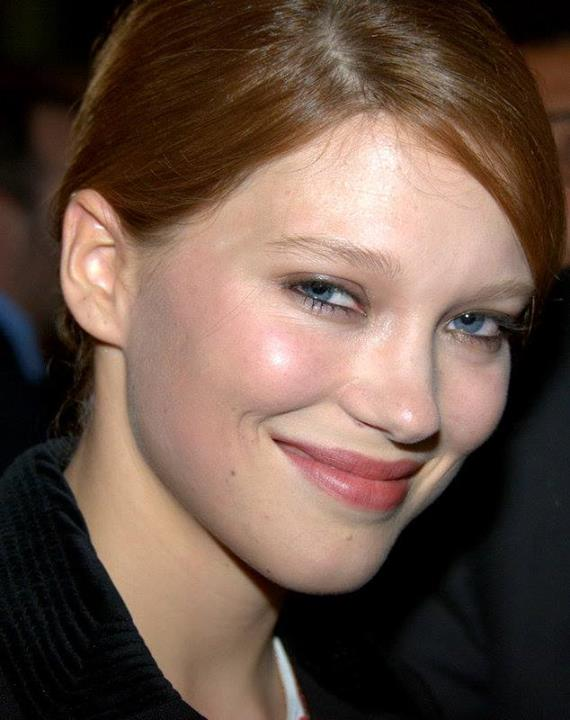
2014년 1월 뤼미에르상 시상식에 참석한 세두

콜린 패럴, 레이철 바이스와 함께 요르고스 란티모스 감독의 영어 영화 데뷔작 《더 랍스터》 (2015)에 출연하였다. 외톨이 리더 역을 맡았으며, 영화는 2015년 칸 영화제에서 공개되어 심사위원상을 수상하였다. 또 2015년 개봉한 24번째 제임스 본드 영화 《007 스펙터》에서는 본드걸 마들렌 스완 역으로 출연하였다. 2016년, 자비에 돌란 감독의 영화 《단지 세상의 끝》에 출연했다.

## 출연 작품
| 연도 | 제목                                         | 배역                  | 감독                    | 비고 |
| ---- | -------------------------------------------- | --------------------- | ----------------------- | --- |
| 2006 | 《걸프렌즈》 Mes copines                     | 오로르                | 실비 에메               | |
| 2007 | La Consolation                               | 카미유                | 니콜라 클로츠           | 단편 영화 |
| 2007 | 《미스트리스》 Une vieille maîtresse         | 올리비아              | 카트린느 브레야         | |
| 2007 | 《13 프렌치 스트리트》 13 French Street      | 제니                  | 장피에르 모키           | |
| 2008 | 《전쟁론》 De la guerre                      | 마리                  | 베르트랑 보넬로         | |
| 2008 | Les Vacances de Clémence                     | 재키                  | 미셸 앙드리유           | 텔레비전 영화 |
| 2008 | Des poupées et des anges                     | 지젤                  | 노라 함디               | |
| 2008 | 《아름다운 연인들》                          | 주니                  | 크리스토프 오노레       | 트로페 쇼파르 나뮈르국제프랑스어영화제 여우주연상 후보—세자르상 신인여우상 후보—뤼미에르상 신인여우상                                                                                          |
| 2009 | 《루르드》                                   | 마리아                | 예시카 하우스너         | |
| 2009 | Des illusions                                | 지하철 소녀           | 에티엔 포레이           | |
| 2009 | 《바스터즈: 거친 녀석들》                    | 샤를로트 라파디테     | 쿠엔틴 타란티노         | |
| 2009 | 《고잉 사우스》                              | 레아                  | 세바스찬 리프쉬츠       | |
| 2010 | 《로빈후드》                                 | 앙굴렘의 이자벨라     | 리들리 스콧             | |
| 2010 | 《리틀 테일러》 Petit tailleur               | 마리-줄리             | 루이 가렐               | 단편 영화 |
| 2010 | 《상 레세 드 트하스》 Sans laisser de traces | 플뢰르                |                         | |
| 2010 | 《디어 프루던스》 Belle Épine                | 프루던스 프리드만     | 레베카 즐로토브스키     | 후보—세자르상 가장 촉망되는 여성 배우상 |
| 2010 | Roses à crédit                               |                       | 아모스 기타이           | |
| 2010 | 《리스본의 미스터리》                        |                       | 라울 루이스             | |
| 2011 | 《미드나잇 인 파리》                         | 가브리엘              | 우디 앨런               | |
| 2011 | 《미션 임파서블: 고스트 프로토콜》           | 사빈 모로             | 브래드 버드             | |
| 2011 | Time Doesn't Stand Still                     | 엘                    |                         | 단편 영화 |
| 2011 | 《마이 와이프스 노블》                       | 이브                  | 잠셰드 우스모노프       | 후보—로미 슈나이더상 |
| 2012 | 《페어웰, 마이 퀸》                          | 아가트시도니 라보르드 | 브누아 자코             | 후보—세자르상 여우주연상 |
| 2012 | 《시스터》                                   | 루이즈                | 위르실라 메이에         | 카부르 영화제 - 여우주연상 |
| 2013 | 《가장 따뜻한 색, 블루》                     | 엠마                  | 압둘라티프 케시시       | 황금종려상 햄프턴국제영화제 연기상 국제영화광협회상 여우조연상 포르투갈온라인영화비평가모임상 여우조연상 뤼미에르상 여우주연상 후보—영국 아카데미 영화상 라이징스타상 후보—세자르상 여우주연상 |
| 2013 | 《그랜드 센트럴》                            | 카롤                  | 레베카 즐로토브스키     | 뤼미에르상 여우주연상 |
| 2013 | 《프라다: 캔디》                             | 캔디                  | 웨스 앤더슨 로만 코폴라 | 단편 영화 |
| 2014 | 《미녀와 야수》                              | 벨                    | 크리스토프 갱스         | |
| 2014 | 《그랜드 부다페스트 호텔》                   | 클로틸드              | 웨스 앤더슨             | |
| 2014 | 《생로랑》                                   | 루루 드 라 팔래즈     | 베르트랑 보넬로         | |
| 2015 | 《어느 하녀의 일기》                         | 셀레스틴              | 브누아 자코             | |
| 2015 | 《더 랍스터》                                | 외톨이 리더           | 요르고스 란티모스       | |
| 2015 | 《007 스펙터》                               | 마들렌 스완 박사      | 샘 멘디스               | |
| 2016 | 《단지 세상의 끝》                           | 수잔                  | 자비에 돌란             | |
| 2018 | 《개들의 섬》                                | 넛매그                | 웨스 앤더슨             | 불어 더빙 |
| 2018 | 《조》                                       | 조                    | 드레이크 도리머스       | |
| 2018 | 《쿠르스크》                                 | 타냐                  | 토마스 빈터베르         | |
| 2019 | 《오 머시!》                                 | 클로드                | 아르노 데플레생         | |
| 2021 | 《프렌치 디스패치》                          | 시몬                  | 웨스 앤더슨             | |
| 2021 | 《디셉션》                                   | 잉글랜드 연인         | 아르노 데플레생         | |
| 2021 | 《내 아내 이야기》                           | 리지                  | 일디코 엔예디           | |
| 2021 | 《프랑스》                                   | 프랑스 드 뫼르        | 브뤼노 뒤몽             | |
| 2021 | 《007 노 타임 투 다이》                      | 마들렌 스완           | 캐리 후쿠나가           | |
| 2022 | 《미래의 범죄들》                            | 캐프리스              | 데이빗 크로넌버그       | |
| 2022 | 《어느 멋진 아침》                           | 산드라                | 미아 한센뢰베           | |
| 2023 | 《더 비스트》                                | 가브리엘              | 베르트랑 보넬로         | |
| 2024 | 《듄: 파트 2》                               | 레이디 마고           | 드니 빌뇌브             | |
| 2024 | 《더 세컨드 액트》                           | 플로랑스              | 캉탱 뒤피외             | |